# Бабуся Гейтвуд
Емма Ровена Гейтвуд (англ. Emma Rowena Gatewood), відоміша як бабуся Гейтвуд (англ. Grandma Gatewood; 25 жовтня 1887, тауншіп Гуян — 4 червня 1973, Галліполіс) — екстремальна мандрівниця пішки і родоначальниця подорожей ультралегкою ходою, перша жінка, що подолала 3489 км Аппалачської стежки від гори Оглеторп у штаті Джорджія до гори Катадін самотужки і за один сезон.

## Родинне життя

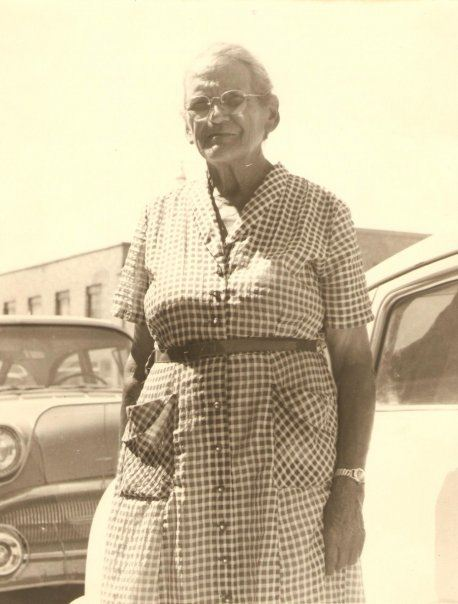
Емма Гейтвуд

Гейтвуд народилася в тауншіпі Гуян (штат Огайо). Була дружиною фермера і на момент смерті у 85 років мала 11 дітей, 24 онуки, 30 правнуків і 1 праправнука.
Постійно зазнавала побиття від свого чоловіка, вже починаючи з перших тижнів їхнього шлюбу. Вона пригадувала, як чоловік кілька разів побив її майже до смерті. Бувало, що чоловік ламав їй ребра, вибивав зуби та завдавав інших тілесних ушкоджень. Часто вона втікала в ліс, де знаходила спокій і усамітнення. Зрештою змогла розлучитись. Тоді розлучення було важче отримати і чоловік постійно погрожував запроторити її до будинку для божевільних як засіб зберегти контроль над нею.

## Піші мандрівки
1955 року, коли їй було 67 років, Гейтвуд сказала своїм дітям, що збирається на прогулянку. Вони не розпитували куди вона йде і скільки продовжиться подорож, оскільки знали про її витривалість і здатність потурбуватись про себе. Десь за п'ять років до того Гейтвуд прочитала статтю в «National Geographic» про Аппалачську стежку і подумала, що «це була би чудова витівка», хоча згодом, беручи до уваги труднощі маршруту, додала: «Вона не була такою». Після прочитання журналу уявляла собі подолання маршруту як легку прогулянку з чистими кабінками наприкінці кожного дня. Таким чином взяла з собою мало спорядження. Взула кеди, поклала в саморобну сумку із джинсової тканини армійську ковдру, дощовий плащ і накриття від дощу з клейонки.
Місцеві газети дізнались про її історію у південних штатах, потім «Ассошіейтед Прес» написала про неї коли вона була в Меріленді, а коли досягнула Конектикуту, то «Sports Illustrated» присвятив їй статтю.  Після подорожі її запросили на телепрограму «Today». Завдяки публікаціям, ще під час подорожі стала знаменитістю і незнайомі люди їй стали допомагати з їжею й місцями на ночівлю.
1960 року знову пройшла Аппалачською стежкою і потім утретє 1963 року, коли їй було 75 років. Таким чином стала першою людиною, яка подолала стежку тричі, хоча останній раз частинами. Також її визнали найстарішою жінкою, яка повністю обійшла Аппалачську стежку.
Крім того вона подолала Орегонський шлях завдовжки 3200 км від Індепенденса до Портленда в середньому по 35 км на день. Побувала у кожному штаті континентальної частини США.
Була пожиттєвим членом «National Campers», «Hikers Association» і «Roanoke Appalachian Trail Club», «Buckeye Trail Association», а також займала в останній організації посаду «Director Emeritus».

## Спадщина
У парку «Hocking Hills State Park in Ohio» десятикілометрова ділянка шляху отримала назву «Стежка Бабусі Гейтвуд». Вона веде від Печери давньої людини (англ. Old Man's Cave) до Кедрових водоспадів (англ. Cedar Falls) і печери Еш (англ. Ash Cave).
У своїй експозиції Музей Аппалачської стежки містить інформації про Емму Гейтвуд і в червні 2012 року її введено в Залу слави Аппалачської стежки.
Пітере Гастон зняв про Емму Гейтвуд 60-хвилинний документальний фільм «Trail Magic».

## Біографія
- Ben Montgomery (2014). Grandma Gatewood's Walk: The Inspiring Story of the Woman Who Saved the Appalachian Trail. Chicago Review Press. ISBN 978-1613747186.